# 151. østlige længdekreds
Den 151. østlige længdekreds (eller 151 grader østlig længde) er en længdekreds, der ligger 151 grader øst for nulmeridianen. Den løber gennem Ishavet, Asien, Stillehavet, Australasien, det Sydlige Ishav og Antarktis.